# Sanford (Florida)
Sanford település az Amerikai Egyesült Államok Florida államában, Seminole megyében, melynek megyeszékhelye is. Lakosainak száma 61 051 fő (2020. április 1.).

## Népesség
A település népességének változása:

| 2010 | 53 570 |
| 2020 | 61 051 |